# Gerard Veringa

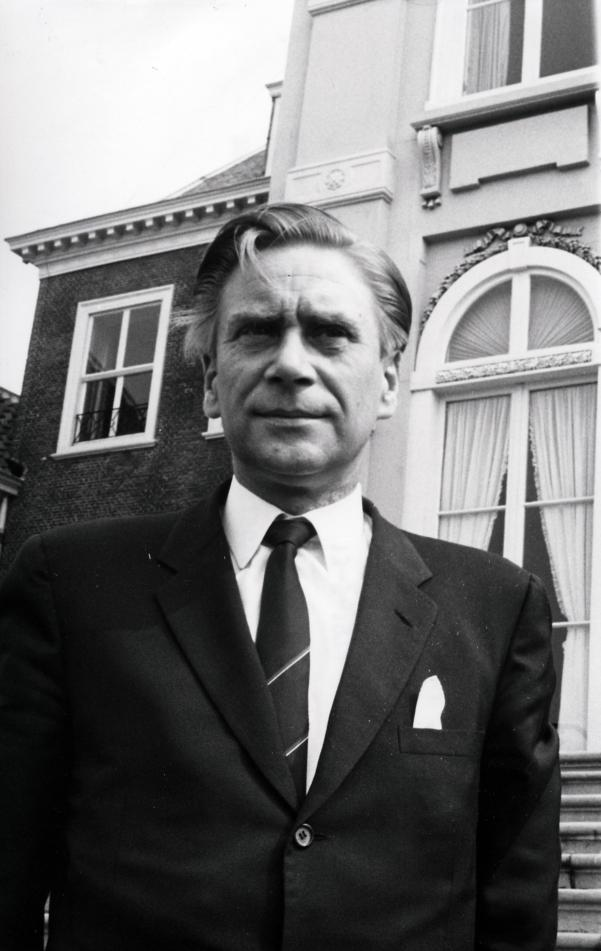
Gerard Veringa (1971)

Gerhard Heinrich „Gerard“ Veringa (* 13. April 1924 in Groningen; † 29. Dezember 1999 in Rijswijk, Provinz Südholland) war ein niederländischer Hochschullehrer und Politiker der Katholieke Volkspartij (KVP) sowie später des Christen-Democratisch Appèl (CDA), der unter anderem Minister für Bildung und Wissenschaften sowie über zwanzig Jahre Mitglied des Staatsrates (Raad van State) war.

## Leben

### Studium und berufliche Laufbahn
Nach dem Besuch der Hogere Burgerschool in Groningen studierte Veringa zunächst zwischen 1945 und 1946 ein Jahr Rechtswissenschaften an der Reichsuniversität Groningen, ehe er 1946 das Studienfach wechselte und bis 1947 Politik- und Sozialwissenschaften an der Fordham University in New York City studierte. Nachdem er dieses Studium 1947 mit einem Master of Arts (M.A.) abgeschlossen hatte, blieb er an der Fordham University und schloss im August 1949 seine Promotion zum Philosophiae Doctor (Ph.D.) im Fach empirische Sozialforschung mit einer Dissertation zum Titel The Sociological School of Criminology ab.
Nachdem Veringa 1949 kurze Zeit als Dozent am Manhattan College in New York City tätig gewesen war, kehrte er in die Niederlande zurück und war zwischen Dezember 1949 und Februar 1952 zunächst Wissenschaftlicher Assistent von P. J. Bouman an der Reichsuniversität Groningen, ehe er danach bis Januar 1952 Beamter in der Abteilung für das Gefängniswesen im Justizministerium war. Im Anschluss wurde er kommissarischer Direktor der Sonderjustizvollzugsanstalt für junge Männer in Zutphen und war dann zwischen Oktober 1955 und März 1962 Leiter des Zentralen Ausbildungsinstituts für das Gefängniswesen in Den Haag. Zugleich war er von November 1959 und Januar 1964 Berater für wissenschaftliche Arbeiten im Justizministerium sowie von Oktober 1961 bis Januar 1964 kommissarischer Leiter der Direktion für das Gefängniswesen im Justizministerium.
Anschließend wurde er 1964 zuerst Lektor für Strafvollzugsrecht an der Katholieke Universiteit Nijmegen, an der er daraufhin von September 1965 bis April 1967 Strafvollzugsrecht als außerordentlicher Professor lehrte. Zugleich zwischen Januar 1964 und April 1967 Berater im ständigen Dienst des Justizministeriums sowie von Juli 1966 bis April 1967 dort Direktor für Strafrechtsreformen. In dieser Funktion koordinierte er die Aktivitäten der Direktion für das Gefängniswesen und der Hauptabteilungen Resozialisierung und die Versorgung in Fällen der Psychopathie.

### Abgeordneter und Minister

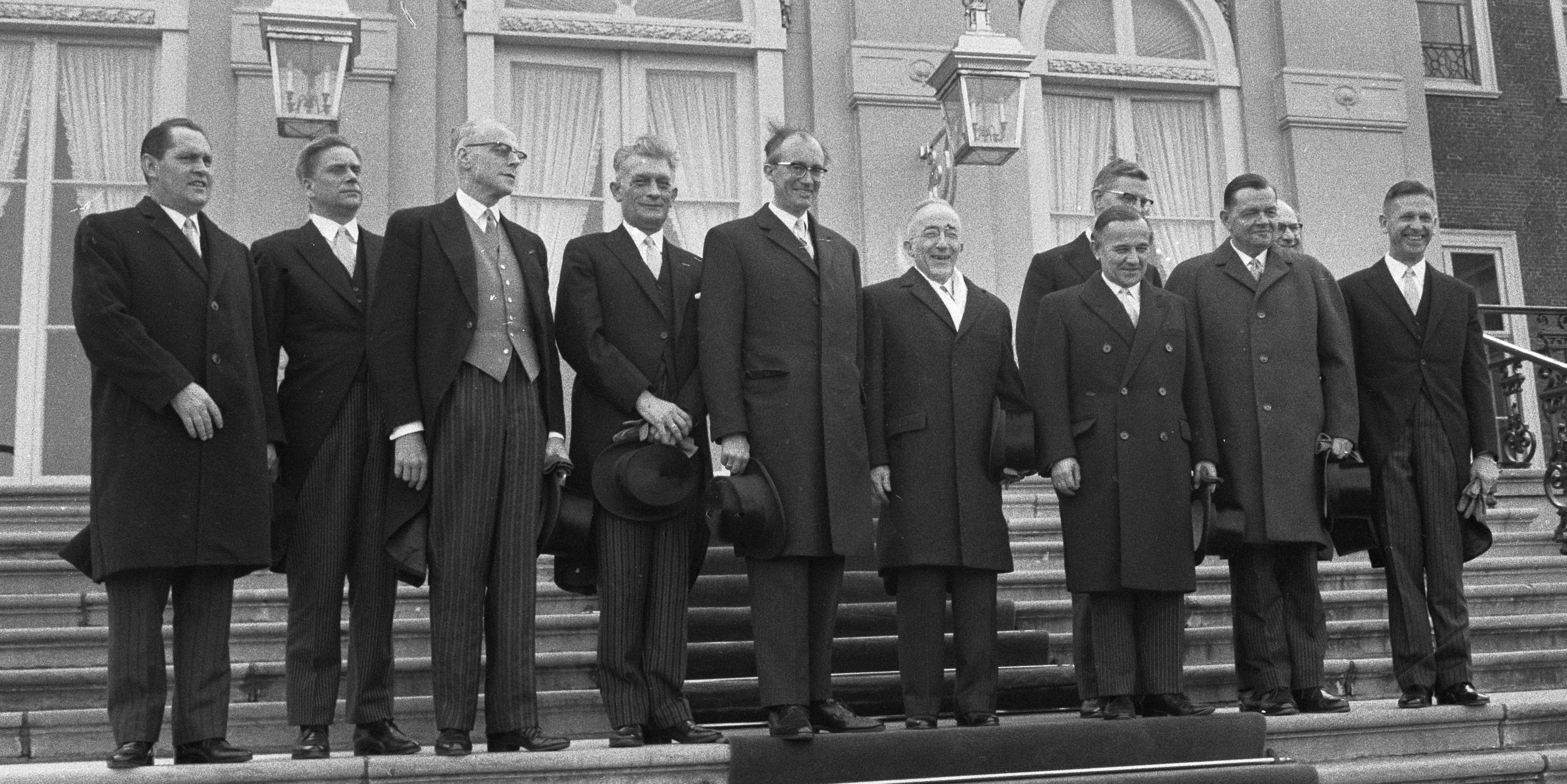
Das Kabinett De Jong bei der Vereidigung am 5. April 1967 vor Huis ten Bosch: Bildungs- und Wissenschaftsminister Veringa (2.v.l.) mit Ministerpräsident Piet de Jong (7.v.l.) und dem weiteren Kabinett

Veringa, der Vorsitzender der KVP in Dordrecht war, begann seine politische Laufbahn in der Kommunalpolitik und war zwischen September 1958 und April 1967 Mitglied des Gemeinderates von Rijswijk. Zugleich war er zwischen 1965 und April 1967 Mitglied des Parteivorstandes der KVP.

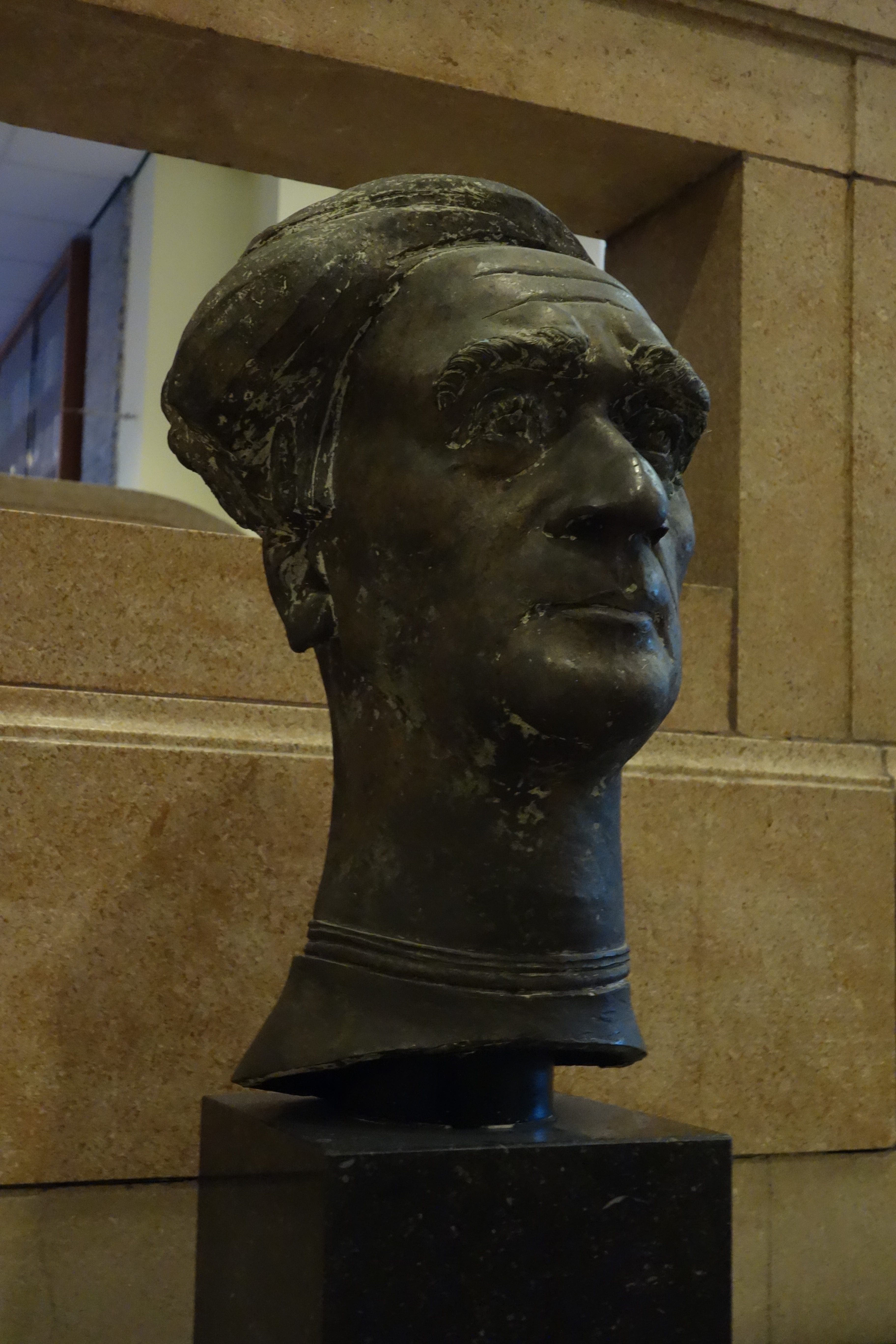
Bild (Universität Maastricht)

Am 5. April 1967 wurde Veringa von Ministerpräsident Piet de Jong zum Minister für Bildung und Wissenschaften in dessen Kabinett berufen und gehörte diesem bis zum Ende von de Jongs Amtszeit am 6. Juli 1971 an. Während dieser Zeit erhielt er die Goldene Ehrenmedaille der Stadt Maastricht wegen seines Einsatzes zur Stärkung der Medizinischen Fakultät der Universität Maastricht.
Bei der Parlamentswahl am 28. April 1971 wurde er als Spitzenkandidat der KVP zum Mitglied der Zweiten Kammer der Generalstaaten gewählt und gehörte dieser bis zu seinem Rücktritt aus gesundheitlichen Gründen am 1. Januar 1972 an. Während dieser Zeit war er zugleich Vorsitzender der Fraktion der KVP in der Zweiten Kammer und als solcher auch politischer Führer seiner Partei.
Am 17. April 1971 wurde Veringa zum Ritter des Ordens vom Niederländischen Löwen ernannt.
Am 1. Februar 1972 wurde er Veringa durch königlichen Beschluss von Königin Juliana zum Mitglied des Staatsrates (Raad van State) berufen und gehörte diesem Verfassungsorgan zur Beratung der Regierung 22 Jahre lang bis zum 1. Mai 1994 an. In dieser Funktion wirkte er 1977 als Informateur bei der – letztlich missglückten – Bildung einer zweiten Regierung von Joop den Uyl.
Daneben war er seit August 1972 Vorsitzender des Zentrums für staatsbürgerschaftliche Bildung, ein wissenschaftliches Institut der KVP.
Aufgrund seiner langjährigen politischen Verdienste wurde er außerdem am 28. April 1978 zuerst zum Kommandeur und später am 22. Dezember 1993 zum Großoffizier des Ordens von Oranien-Nassau berufen.